# Nevželice
Nevželice nebo též Nevčelice (německy Newcželitz) jsou osada v okrese Strakonice v Jihočeském kraji. Je součástí obce Myštice. Nachází se mezi obcemi Myštice a Uzenice, asi 9 km severovýchodně od Blatné a asi 29 km severovýchodně od Strakonic.
Jsou zde registrována čtyři čísla popisná: 30, 31, 32 a 33. Prochází tudy silnice III/1753. Nachází se zde kříž a tři malé bezejmenné rybníky.
| Rok            | 1869 | 1880 | 1890 | 1900 | 1910 | 1921 | 1930 |
| -------------- | ---- | ---- | ---- | ---- | ---- | ---- | ---- |
| Počet obyvatel | 34   | 30   | 35   | 37   | 33   | –    | 26   |
| Počet domů     | 5    | 5    | 5    | 4    | 4    | 4    | 4    |